# Fanny Remak
Fanny Remak (geboren am 9. Juli 1883 in Berlin; gestorben 1970 in London) war eine deutsche Malerin.

## Leben
Fanny Remak war die Tochter des Neurologen und Professors Ernst Julius Remak und dessen Frau Martha Hahn. Ihr Großvater war der Embryologe Robert Remak; zu ihren Brüdern zählten der Mathematiker Robert Remak und der Jurist Georg Remak.
Remak erhielt ihre künstlerische Ausbildung zunächst im Verband der Berliner Künstlerinnen. 1912 zog sie mit den Berliner Bekannten Helen Grund und Augusta von Zitzewitz zum Studium nach Paris, anschließend beendete sie ihre Ausbildung an der Kunstgewerbeschule in München.
1921 wurde sie Mitglied der Freien Secession in Berlin, wo sie ab 1928 im Vorstand mitwirkte. Ab 1931 erteilte sie Mal- und Zeichenunterricht, erhielt jedoch 1933 aufgrund ihrer jüdischen Abstammung von den Nationalsozialisten Berufsverbot und wurde gemeinsam mit anderen Künstlerinnen wieder aus dem Vorstand der Secession ausgeschlossen. Kolleginnen, die dieses Schicksal teilten, waren Harriet von Rathlef-Keilmann, Lotte Laserstein und Julie Wolfthorn. 1939 emigrierte sie nach England und gab von 1944 bis 1950 Malunterricht in Cambridge.

## Werk
Sie malte hauptsächlich Porträts, Landschaften und Stadtansichten.